# Joie de vivre

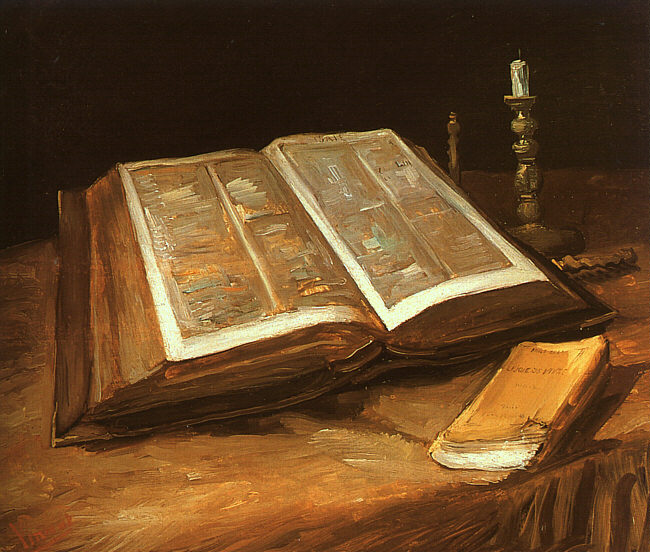
Stilleben med Bibel av Vincent Van Gogh, 1885. Bibeln kontrasteras av Émile Zolas bok La Joie de Vivre.

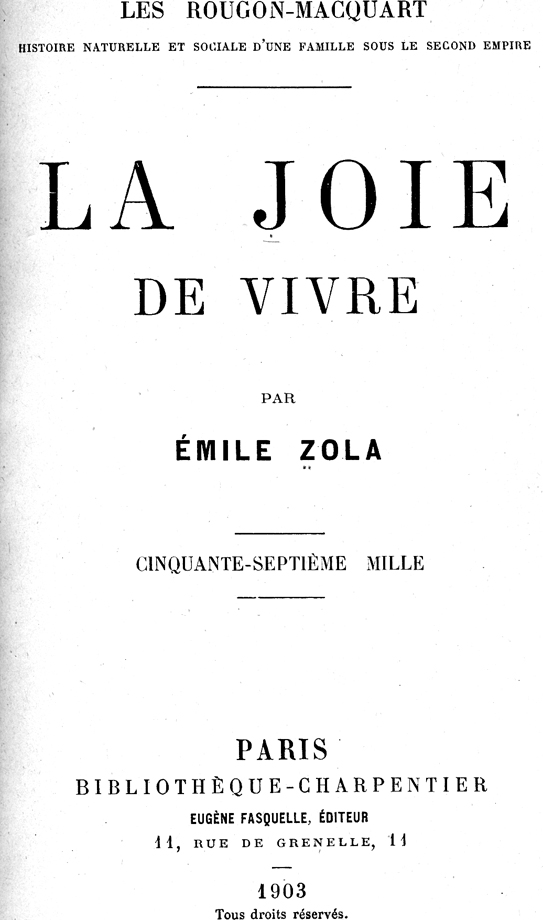
La Joie de Vivre, av Émile Zola, 1903 (först utgiven 1883-84).

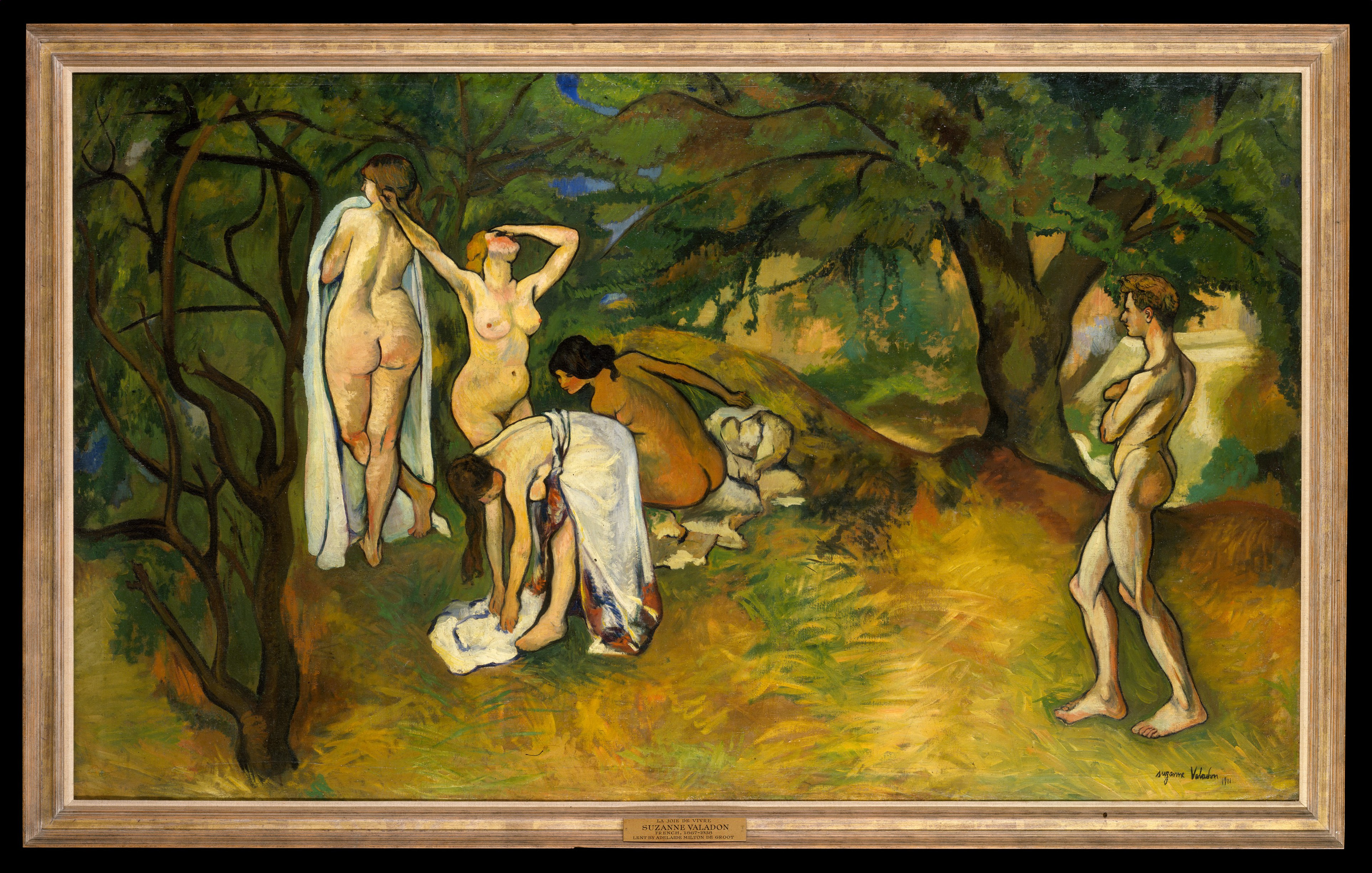
Suzanne Valadon, Le Joie de vivre, 1911. Målningen raljerar med ett dåtida tema i konst "kvinnor som natur", ofta målningar med badande kvinnor vid en strand. Här badar kvinnorna i en skog, separerade från naturen av textilier. Samtidigt väntar en man på att komma in i den nya gemenskapen - vilket också hände både på stränderna och i målningarna.

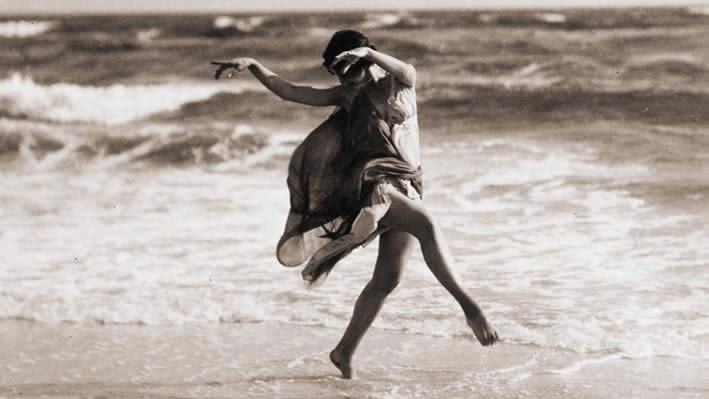
Anna Duncan dansar vid Long Beach omkring 1915.

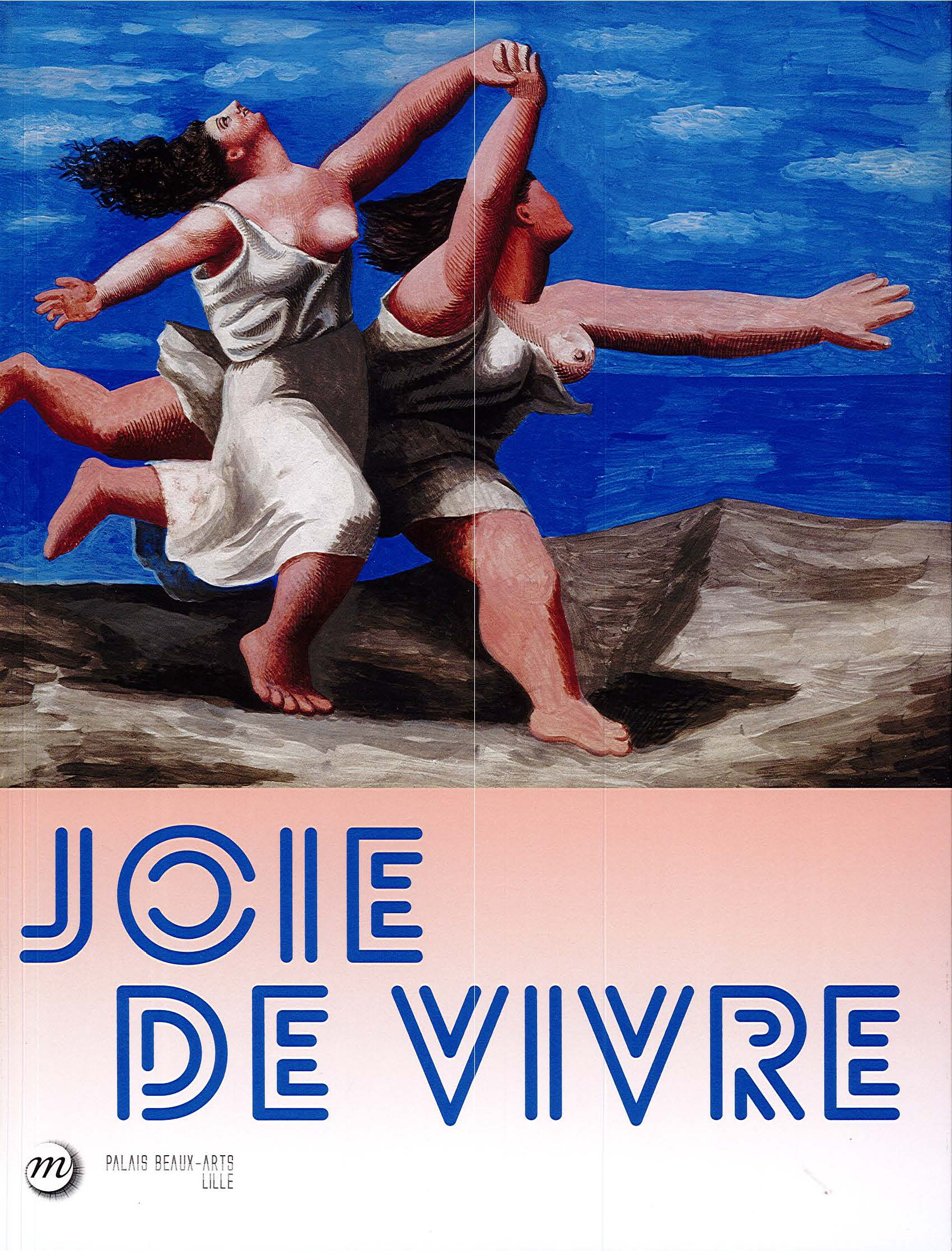
Joie de vivre, utställning på konstmuseet Palais des Beaux-Arts de Lille den 25 september 2015 - 17 januari 2016.

Joie de vivre (franska: [ʒwa d(ə) vivʁ]) är en fransk fras, ett uttryck, som även används i andra språk, för att beskriva den känsla av uppskattning, glädje, eufori och njutningsfull berusning, som livet i sig och upplevelsen av att leva vid vissa goda tillfällen kan ge.
Det kan vara glädjen av ett samtal, nära kontakt med släkt, vänner, barnbarn, upplevelsen av en god måltid eller något man gör. Det kan vara något större, upplevelsen av Naturen, helheten, känslan av att bli ett med sin livsfilosofi, sin Weltanschauung. Historiskt har joie de vivre ofta associerats till sommar, natur, bad, frigörelse och nakenhet.

## Historia
Vardaglig användning av frasen i franska kan åtminstone dateras till sent 1600-tal och François Fénelon, men förekommer tidigast i litteratur 1857 i Jules Michelets panteistiska verk Insecte, där han kontrasterar växternas passiva liv  mot djurens joie de vivre,:300 Begreppet får kring sekelskiftet stor uppmärksamhet genom Émile Zolas bok La Joie de vivre, "Livets glädje", (1883–84).:305 Det har noterats att: ”Zola began working on La Joie de vivre in 1880, after finishing Nana. It was intended as a kind of philosophical statement. He ment to preach, in the form of a novel, a message of optimism, hope and courage, based on scientific an social progress.”
Därefter blev frasen ett brett använt modeord för en livsstil, och utvecklades nästan till en sekulär religion.:306 Boken var en viktig inspiration för Vincent van Gogh, och kom att inspirera fauvisterna i Frankrike (Matisse, André Derain, Raoul Dufy, Othon Friesz, Georges Rouault och Maurice de Vlaminck) vars måleri enligt uttalanden från Matisse söker uttrycka livsglädje, harmoni, vila och behag. I Tyskland och Skandinavien fanns motsvarigheten främst i expressionismen och i den bredare livsreformrörelsen som var kritisk till industrialisering, urbanisering och materialism. Den förespråkade i stället enkel livsstil, “tillbaka till naturen”, ekologisk hållning, naturenlig odling, hälsokost, naturläkemedel, friluftsliv, vandring, dräktreform, nakenkultur, sexuell frigörelse och sociala och andliga reformer. Man var starkt avståndstagande till alkohol, tobak och andra droger och kritisk mot en äldre – inte minst kyrklig – konservatism. Mot detta ställdes livsglädje. 
La Joie de vivre är också en fransk tecknad film från 1934, av Anthony Gross och Hector Hopping om två unga kvinnor som, berusade av sommaren, naturen och livet, i vita sommarklänningar och nakna, rör sig i stad, landskap, vatten och en fantasivärld. Filmen kom att inspirera Disney till Fantasia.
Strömningen återkommer under 1960-talet i olika psykologiska teorier hos exempelvis Abraham Maslow och Carl Rogers samt i hippie-rörelsen.

## Exempel på konstverk med namnetJoie de vivre

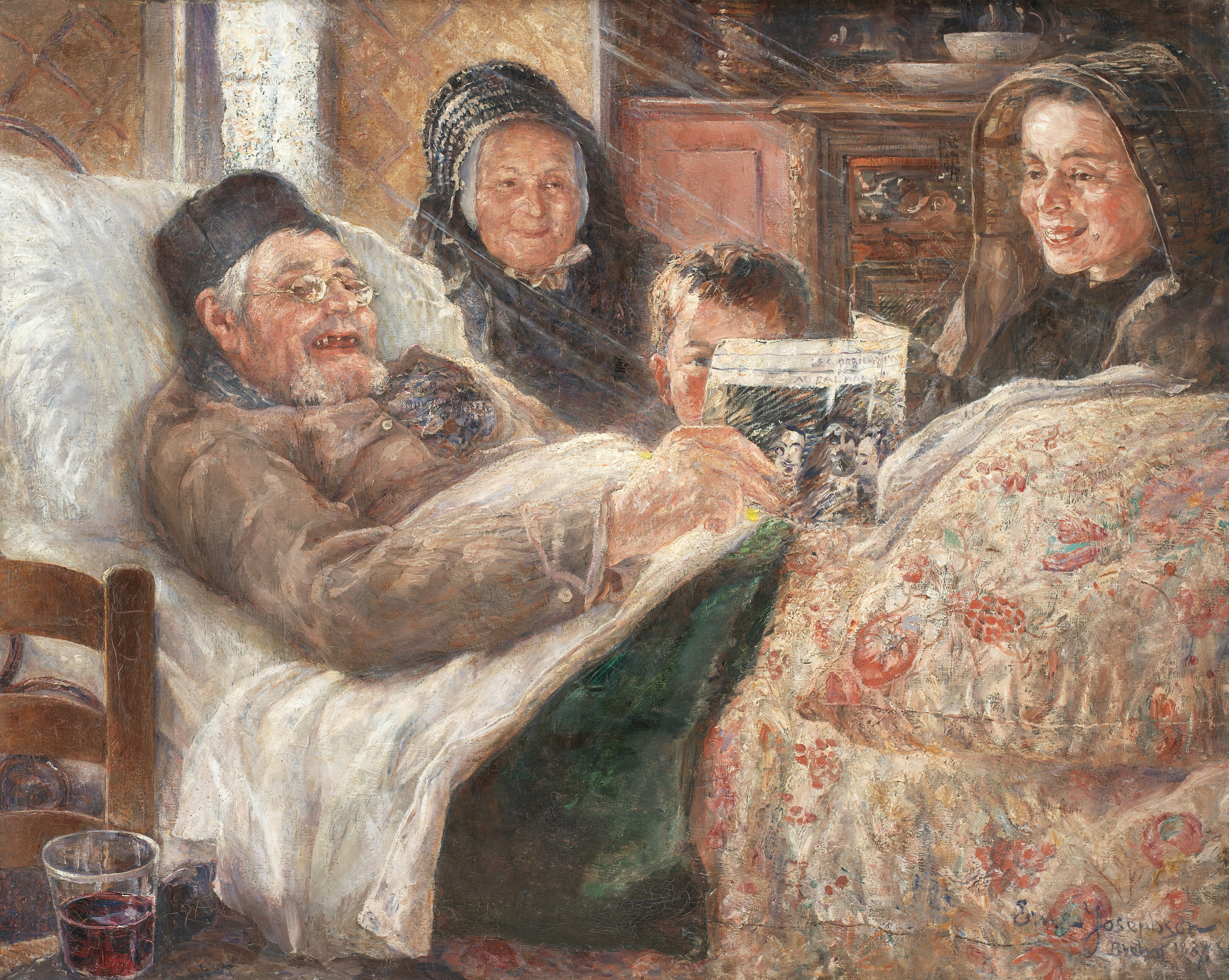
Ernst Josephson, Livsglädjen eller La joie de vivre (1887), Statens Museum for Kunst.
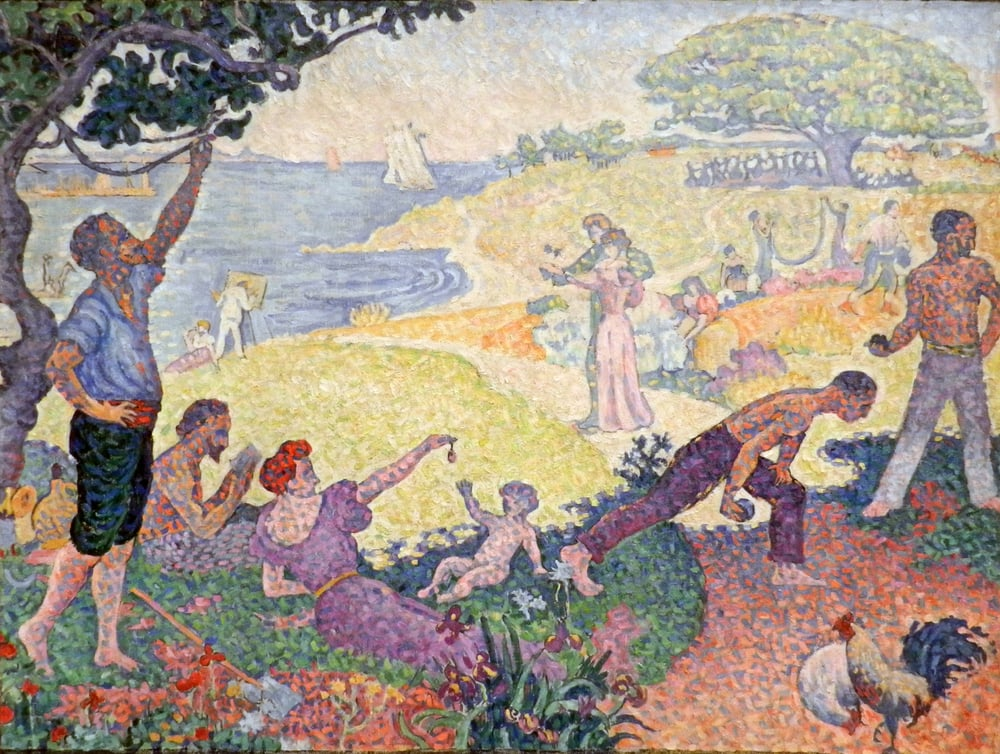
Paul Signac, Au temps d'harmonie (1895–1896).
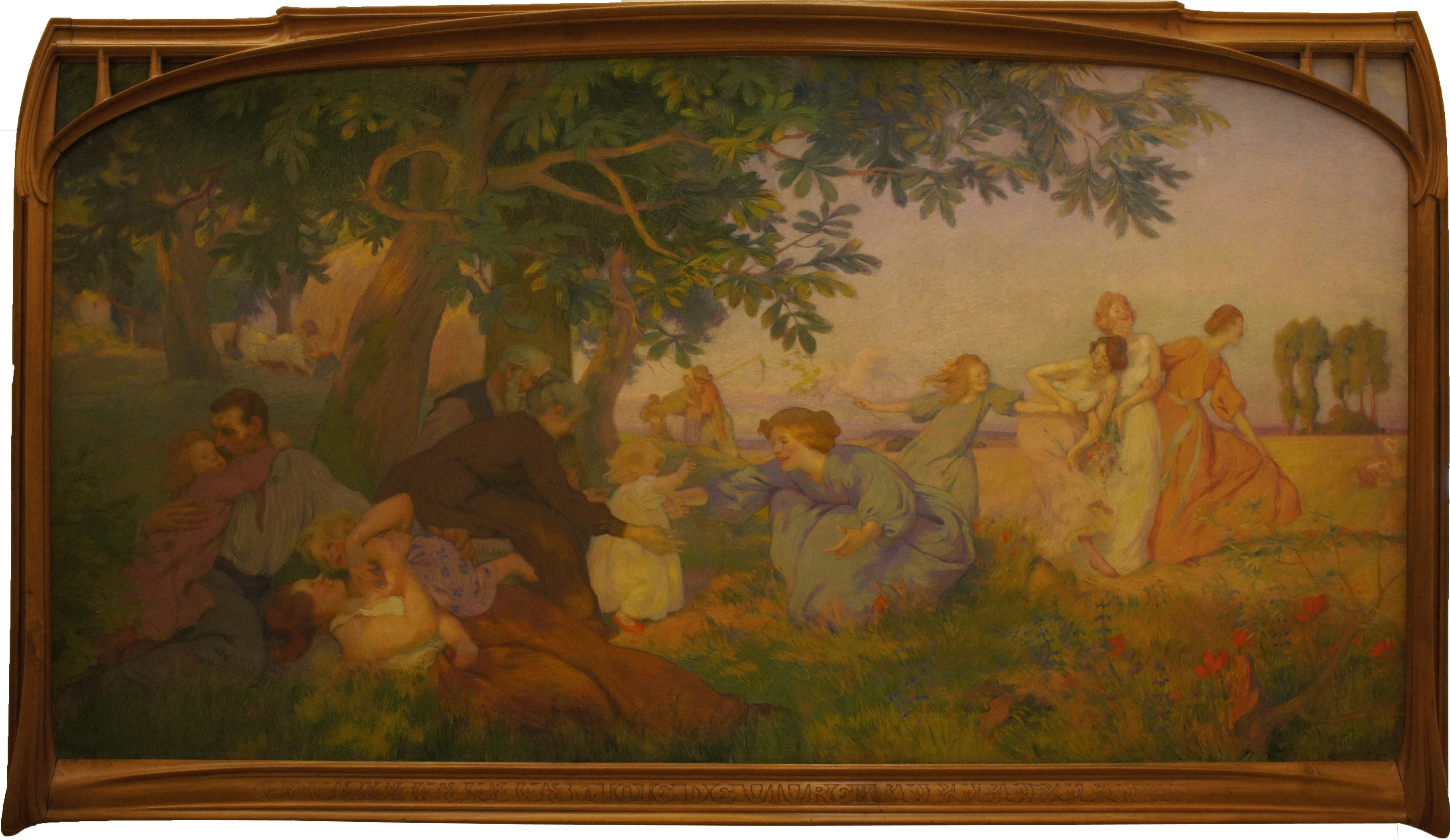
Victor Prouvé, La Joie de vivre, 1904.
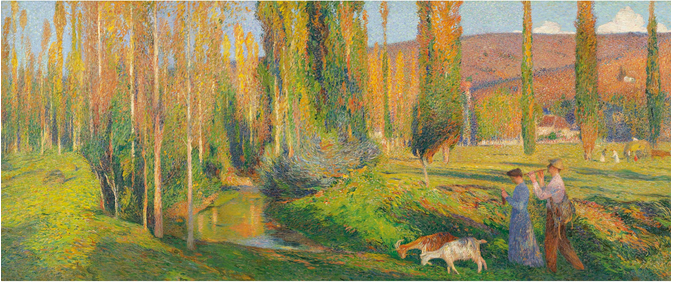
Henri-Jean Guillaume Martin, La Joie de vivre, av 1905.
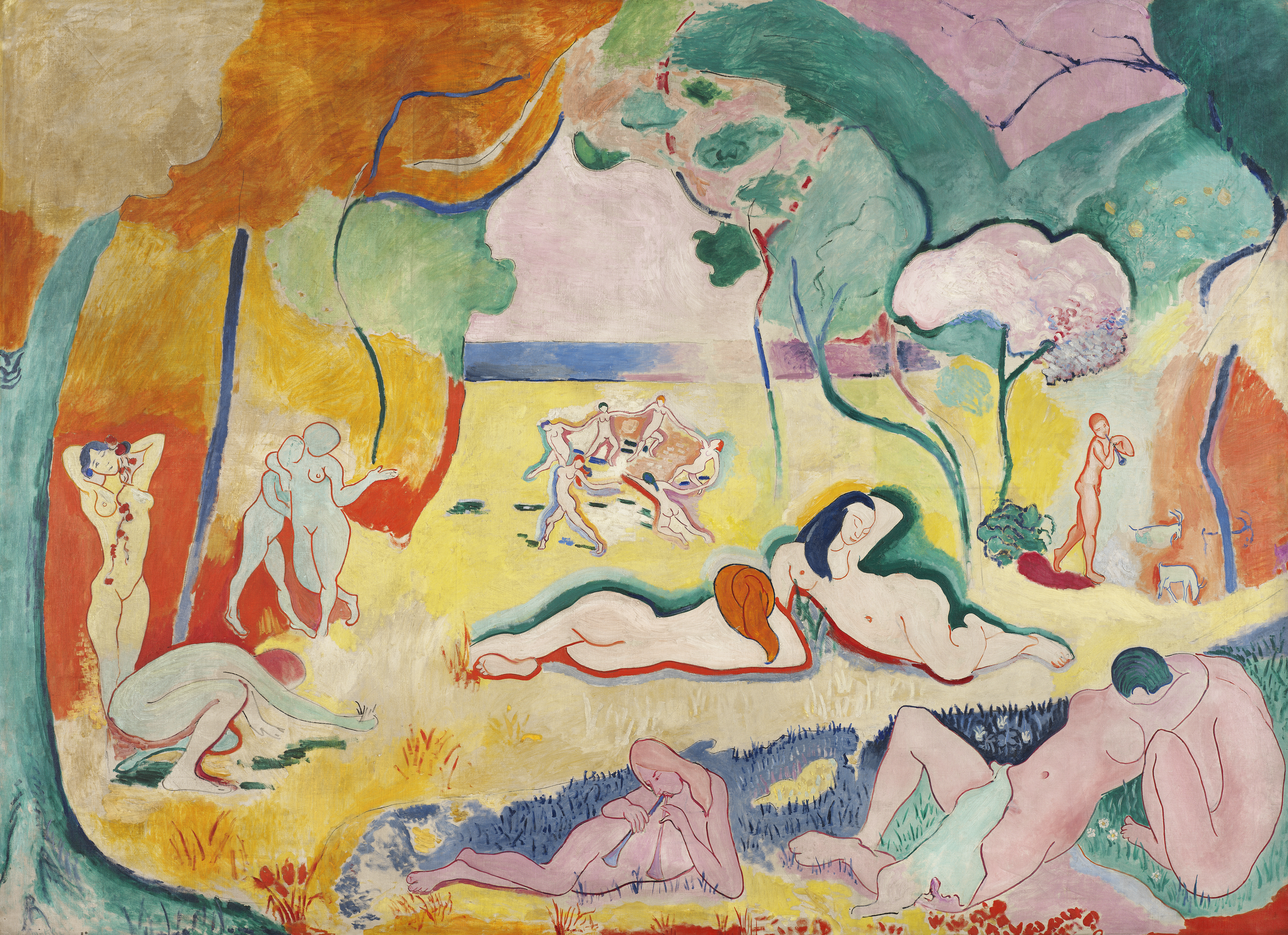
Henri Matisse, Livsglädjen (1905–1906), Barnes Foundation.
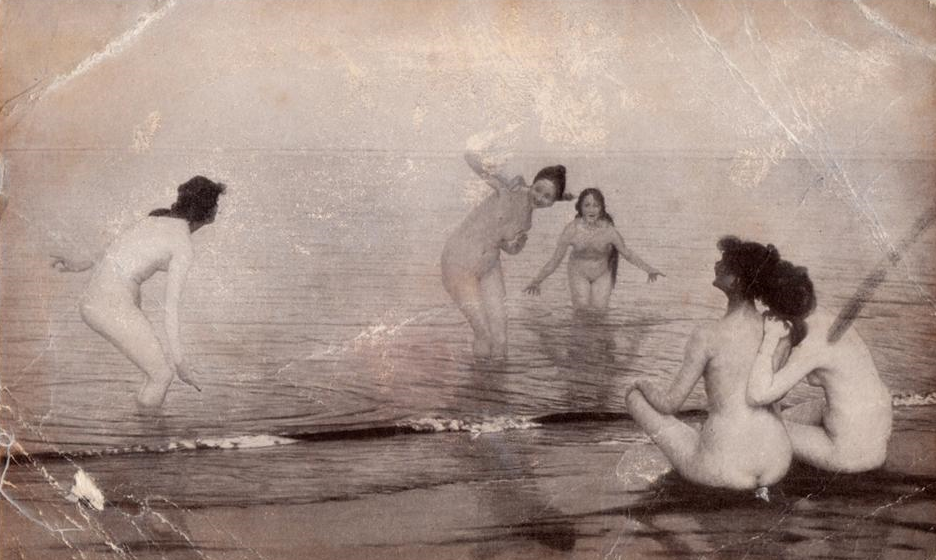
Alexander Harrison, The Joy of Life, 1915.
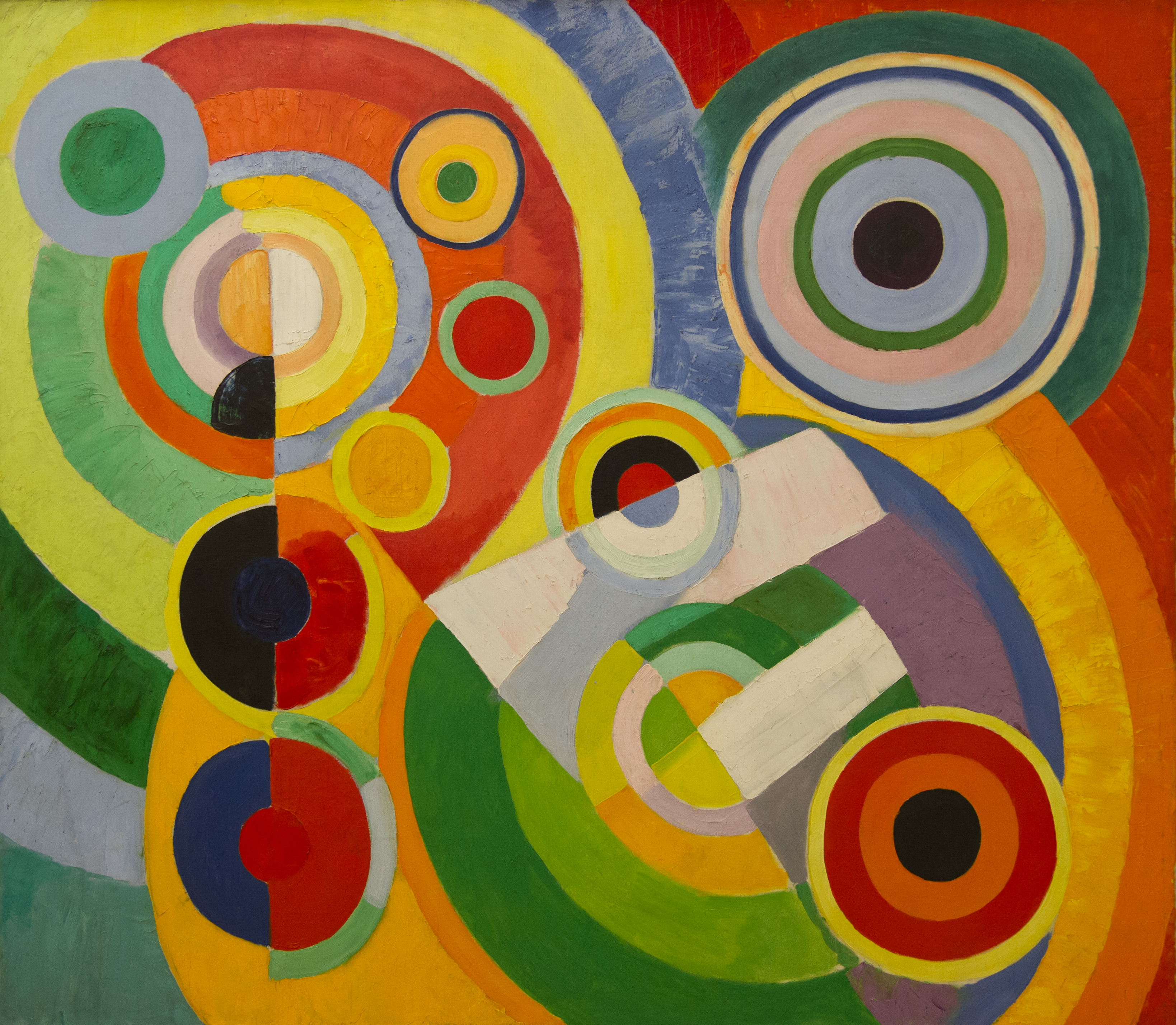
Robert Delaunay, Rythme, Joie de vivre, Robert Delaunay, 1930.
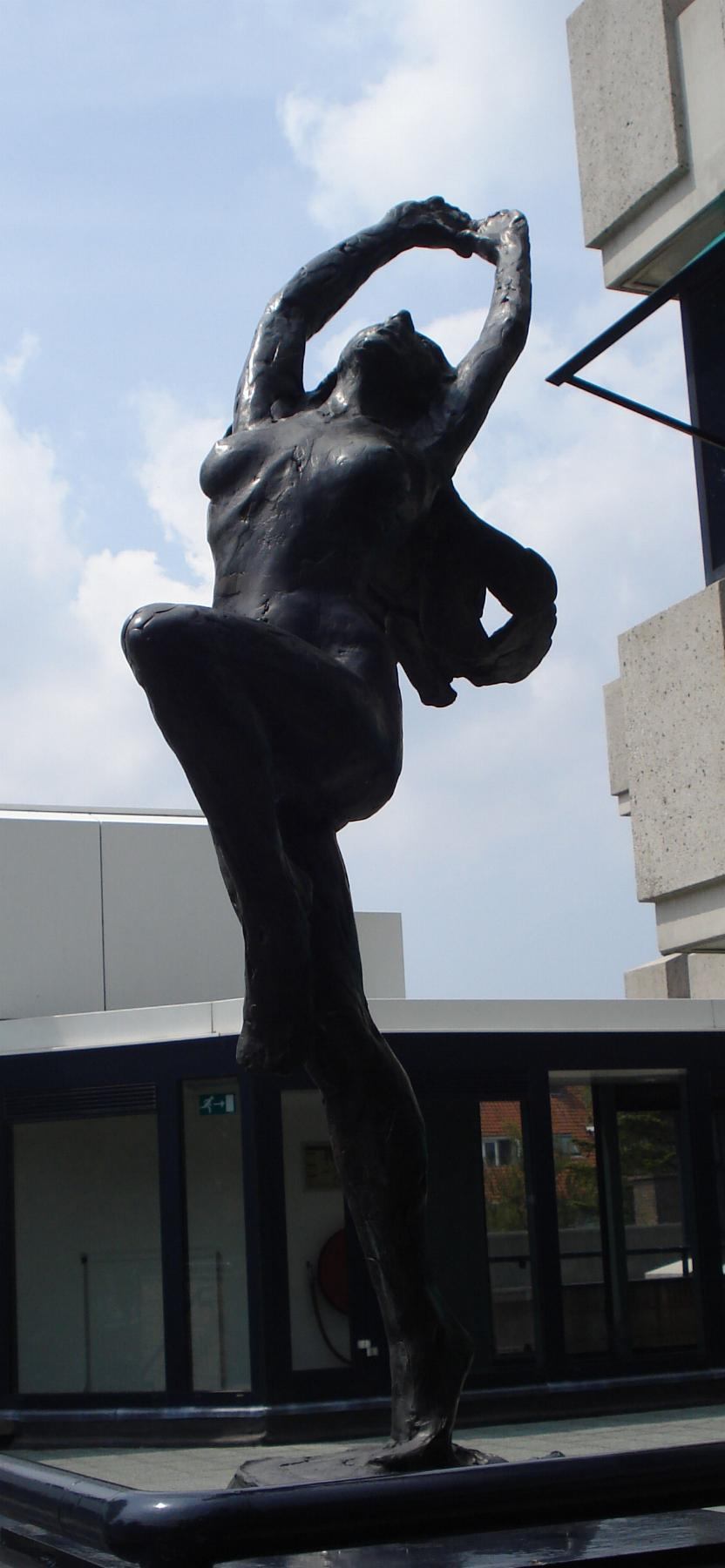
Kees Verkade, Joie de vivre, 1983.
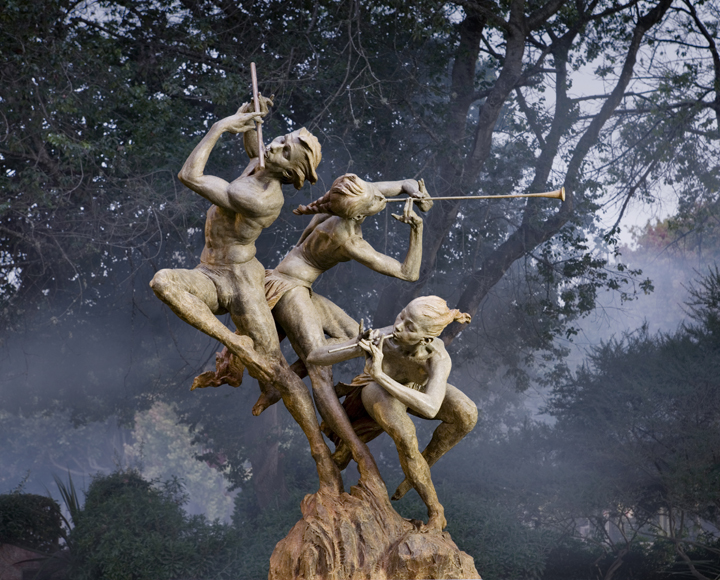
Richard MacDonald, Joie de vivre, skulptur, 2002.

Andra kända verk med detta namn har målats av Max Ernst (1936), Pablo Picasso (1946) och Paul Delvaux (1937).